# Richie Burnett
Richard „Richie“ Burnett (* 7. Februar 1967 in Cwmparc, Rhondda) ist ein walisischer Dartspieler.

## Karriere

### 1985–1996: Kometenhafter Aufstieg bei der BDO
Burnett nahm im Jahr 1985 erstmals an einem größeren Turnier teil, als er beim World Masters die Runde der letzten 32 erreichte. 1988 war er Teil des walisischen Teams beim WDF Europe Cup, welchen man gewinnen konnte.
1994 nahm seine Dartskarriere jedoch schnell richtig Fahrt auf. Im Februar gewann Burnett eines der größten Dartturniere der Welt, die Dutch Open. Im Finale setzte er sich dabei gegen den Schotten Alan Brown durch. Auch die Welsh Open konnte Burnett für sich entscheiden. Hier lautete sein Finalgegner Andy Jenkins. Beim British Matchplay im Juni gewann Burnett das Finale gegen Ronnie Baxter.
Seine Siegesserie riss auch in der zweiten Jahreshälfte nicht ab. Bei den Denmark Open gewann Burnett das Endspiel gegen Kevin Painter, bevor er im Dezember erneut beim World Masters startete. Hierbei gewann Burnett gegen Denis Ovens, Andy Jenkins und den bis dato unbekannten Norweger Helge Knapskog und zog damit ins Halbfinale ein. In diesem setzte er sich mit 3:2 gegen Andy Fordham durch und qualifizierte sich für sein erstes Major-Finale. Seinen Gegner Steve Beaton konnte Burnett schnell unter Druck setzen und gewann die ersten beiden Sätze jeweils mit 2:1. Beaton kam jedoch zurück und verkürzte auf 2:2, sodass ein entscheidender fünfter Satz nötig wurde. In diesem gewann Beaton das erste Leg. Burnett glich jedoch aus, sodass es zur Anwendung der Two-Clear-Legs-Regel kam. Beim Stand von 2:1 für Burnett stellte dieser sich ohne Druck seines Gegners über Triple 20, Triple 16, Single 16 auf Doppel 8 Rest. Beaton kam nur in den hohen Finish-Bereich, sodass Burnett drei Darts zum Match bekam, wovon er den ersten verwandelte. Dieser erste Major-Titel bescherte Burnett ein Preisgeld von £7.000.
Dank dieses Sieges qualifizierte sich Burnett erstmals für die BDO World Darts Championship 1995. In seinem ersten Spiel traf Burnett auf den bis dato völlig unbekannten Peter Wright, welcher zu seiner ersten und einzigen BDO-WM antrat. Burnett gewann das Match mit 3:1 und zog in die zweite Runde ein. Hierbei traf Burnett auf Russell Stewart, welchen er erst im letzten Satz besiegen konnte. Das Viertelfinale gegen Paul Hogan endete für Burnett mit 4:2, womit er im Halbfinale auf Andy Fordham traf. Gegen diesen konnte Burnett zunächst mit 3:0 in Führung gehen, bevor Fordham erstmals einen Satz gewann. Das Spiel endete schließlich mit 5:2 für den Waliser, welcher bei seiner ersten WM-Teilnahme direkt das Finale erreichen konnte. In diesem traf er auf den Niederländer Raymond van Barneveld, welcher ebenfalls zum ersten Mal in einem WM-Finale stand. Burnett gewann mit 6:3 in Sätzen und strich damit den Titel des BDO World Champion und ein Preisgeld von £34.000 ein.
Bei den Dutch Open im Februar 1995 schied Burnett im Viertelfinale aus. Den Titel bei den Welsh Open konnte er gegen Martin Adams verteidigen. Auch das British Pentathlon konnte er gewinnen.
Beim World Masters 1995 erzielte Burnett Siege über Ronnie Baxter und Raymond van Barneveld um erneut ins Finale einzuziehen. In diesem hatte er allerdings gegen Erik Clarys aus Belgien keine Chance und verlor mit 0:3.
Bei der BDO World Darts Championship 1996 startete Burnett als Erstgesetzter ins Turnier. In der ersten Runde traf er auf den Australier Wayne Wheening und gewann mit 3:0 problemlos. Auch gegen Roland Scholten behielt er mit 3:1 die Oberhand. Im Viertelfinale gewann Burnett mit 4:2 gegen Ronnie Baxter und traf somit im Halbfinale auf Les Wallace. Auch diesen konnte er mit 5:2 schlagen und somit bei der zweiten WM-Teilnahme das zweite WM-Finale erreichen. Sein Gegner hieß dabei wie beim World-Masters-Titel 1994 Steve Beaton. Dieser ging hierbei mit 1:0 in Führung, Burnett glich jedoch zum 1:1 aus. Beaton gewann daraufhin die nächsten zwei Sätze und lag auch im fünften Satz mit 2:0 in Führung, Burnett glich jedoch aus und schnappte sich den Satz mit einem 120er-Finish. Auch den darauffolgenden Satz konnte Burnett für sich entscheiden und egalisierte erneut den Score. Die nächsten und letzten drei Sätze entschied jedoch alle Beaton für sich, womit Burnett seinen WM-Titel nicht verteidigen konnte.
Im darauffolgenden Jahr erreichte Burnett die Halbfinals bei den German Open, dem British Matchplay und den Denmark Open und spielte sich beim World Masters nach Siegen über Bobby George, Co Stompé, Stefan Nagy und Andy Fordham abermals ins Finale. Hierbei legte Burnett jeweils einen Satz vor, Monk glich jedoch jedes Mal aus, so dass es 1994 zu einem entscheidenden fünften Satz kam. In diesem legte Monk mit dem Gewinn des ersten Legs vor, Burnett zog jedoch nach, sodass es erneut eine Anwendung der Two-Clear-Legs-Regel gab. Monk gewann daraufhin das dritte Leg. Zum Ende des vierten Legs stand Burnett auf 100 Punkten Rest, verpasste jedoch die Triple 20 zweimal und bekam damit keinen Dart auf Doppel. Monk, der 101 stehen hatte, checkte über Single 20, Triple 15 und Doppel 18 das Leg aus und entschied das Turnier somit für sich.

### 1997–1999: Drittes WM-Finale
Bei der BDO World Darts Championship 1997 gewann Burnett in der ersten Runde mit 3:1 gegen den Australier Peter Hinkley, schied dann jedoch überraschend mit 0:3 gegen Leo Laurens aus Belgien aus. Damit endete die WM für Burnett erstmals vor dem Finale.
Halbfinals erreichte er daraufhin bei den Dutch Open und den Antwerp Open. Letzteres war das erste Turnier, welches auch Teil der Professional Darts Corporation war, an dem Burnett teilnahm. Beim Golden Harvest North American Cup 1997, einem reinen PDC-Turnier, kam Burnett ins Viertelfinale. Kurz darauf traf er in einem einmaligen TV-Event beim Battle of the Champions auf die Nummer 1 der PDC, Phil Taylor. Taylor entschied das Duell mit 1:4 für sich.
Beim British Matchplay 1997 scheiterte Burnett im Viertelfinale an Steve Beaton. Im Juli darauf nahm Burnett an seinem ersten PDC-Major teil. Beim World Matchplay besiegte er in der Vorrunde Colin Monk mit 6:1 und gewann daraufhin mit 8:5 gegen Chris Mason. Im Achtelfinale folgte ein 9:7-Erfolg gegen Paul Lim, womit Burnett bei seiner ersten Teilnahme an einem PDC-Major-Turnier direkt ins Viertelfinale einzog. Dabei traf er auf den Titelverteidiger Peter Evison, welchen er ebenfalls mit 11:9 besiegen konnte und damit ins Halbfinale weitermarschierte. Erst hier konnte Burnett gestoppt werden. Mit 9:13 verlor er gegen Alan Warriner. Im Spiel um Platz 3, welches damals bei diesem Turnier noch existierte, unterlag Burnett denkbar knapp Rod Harrington mit 10:11.
Im Oktober 1997 nahm Burnett am PDC World Pairs an der Seite von Rod Harrington teil. Nachdem sie sich in ihrer Vorrundengruppe klar durchsetzen konnten, gelang ihnen dies auch in der Gruppe unter den letzten acht, womit sie ins Finale einzogen. In diesem unterlagen sie mit 15:18 den Niederländern Raymond van Barneveld und Roland Scholten.
Burnett nahm trotz all diesen PDC-Teilnahmen vorerst weiter an den Turnieren der BDO teil. So startete er bei der BDO World Darts Championship 1998. In der ersten Runde gewann er mit 3:1 gegen Marshall James. Daraufhin traf er auf Kevin Painter, welchen er mit dem gleichen Ergebnis bezwingen konnte. Das Viertelfinale gegen Peter Johnstone endete mit 5:2 ebenfalls positiv für Burnett und dieser zog damit ins Halbfinale ein. Seinem Gegner Roland Scholten ließ er dabei keine Chance und siegte mit 5:1. In seinem dritten WM-Finale traf er wie zwei Jahre zuvor auf Raymond van Barneveld. Dabei ging van Barneveld zunächst mit 0:2 in Führung. Burnett konnte jedoch auf 2:2 ausgleichen. Beim Stand von 2:2 im dritten Satz verpasste Burnett einen Satz-Dart, sodass van Barneveld die Chance bekam, 71 auszuchecken und damit auf 2:3 zu stellen. Ein ähnlicher Krimi spielte sich im nächsten Satz ab. Diesmal war es jedoch van Barneveld, welcher drei Darts auf die Doppel 16 verpasste, während Burnett 96 Punkte ausmachte. Auch der siebte Satz ging in den Decider, diesmal ließ Burnett seinem Gegner jedoch keine Chance und ging erstmals in diesem Spiel in Führung. Im Decider des achten Satzes war es wiederum Burnett, welcher keinen Dart auf Doppel bekam, sodass van Barneveld auf 4:4 in Sätzen stellte. Den nächsten Satz entschied van Barneveld klar für sich, sodass er nur noch drei Legs zum Sieg benötigte. Burnett glich jedoch abermals zum 5:5 aus, sodass ein finaler letzter Satz vonnöten war. In diesem lag Burnett mit 2:1 in Führung, van Barneveld brachte das Spiel jedoch in die Verlängerung und gewann mit 2:4 den Satz und den WM-Titel.
Erst beim World Masters 1998 trat Burnett wieder in Erscheinung. Er gewann sein erstes Spiel gegen Bernd Hebecker, scheiterte aber an Danny Cunningham.
Bei der BDO World Darts Championship 1999 war Burnett trotz Finalteilnahme im Jahr zuvor nicht gesetzt. Er traf in Runde eins auf den Zweitplatzierten der BDI Invitational Table Ronnie Baxter und verlor mit 0:3 in Sätzen.
Beim Brandstaff Masters scheiterte Burnett an der Gruppenphase. Daraufhin spielte er wieder Turniere der PDC. Beim Golden Harvest North American Cup verlor Burnett im Viertelfinale. Außerdem nahm er zum zweiten Mal am World Matchplay teil, schied diesmal jedoch in Runde eins aus. Mit 4:10 verlor er gegen Peter Manley.
Beim World Masters scheiterte Burnett erneut in seinem zweiten Spiel, diesmal an Alan Warriner. Damit war Burnett erstmals nicht für die BDO-Weltmeisterschaft qualifiziert, da er auch den Qualifier zuvor nicht überstand.

### 2000–2004: Erste Jahre bei der PDC
Burnett wechselte daraufhin vollständig zur PDC. Zunächst erreichte er beim Irish Masters und den German Open das Viertelfinale. Beim World Matchplay 2000 gewann Burnett in Runde eins mit 10:7 gegen Les Fitton. In der zweiten Runde traf er auf den ehemaligen Weltmeister Dennis Priestley, den er mit 14:12 in der Verlängerung schlagen konnte. Im Viertelfinale gewann Burnett mit 16:13 gegen Rod Harrington, womit er zum zweiten Mal ins Halbfinale des World Matchplays einzog. Dabei unterlag er jedoch dem amtierenden, Rekord- und zukünftigen Sieger Phil Taylor mit 9:17.
Beim World Grand Prix nahm Burnett daraufhin zum ersten Mal teil. In der Vorrunde siegte er mit 3:1 gegen Roland Scholten, verlor daraufhin aber mit 0:3 gegen Alan Warriner. Auch beim World Masters 2000 nahm Burnett noch teil, schied jedoch in der Runde der letzten 32 aus.
Ende 2000 nahm Burnett zum ersten Mal an der PDC World Darts Championship 2001 teil. Er gewann sein Erstrundenmatch knapp gegen Steve Brown. In Runde zwei unterlag er jedoch Keith Deller, ebenfalls knapp mit 2:3.
Beim Vauxhall Spring Open schied Burnett erst im Viertelfinale aus. Beim World Matchplay gewann Burnett sein Auftaktmatch mit 10:7 gegen Bob Anderson. Wie im Vorjahr traf er in Runde zwei auf Dennis Priestley. Auch dieses Mal gewann Burnett in der Verlängerung mit 15:13. Sein Viertelfinale gegen Andy Jenkins verlief ebenfalls positiv für den Waliser. Er gewann mit 16:13 und traf damit im Halbfinale auf seinen BDO-Rivalen Steve Beaton. Diesem ließ Burnett keine Chance, welcher somit mit 17:6 in sein erstes PDC-Major-Finale einzog. Gegen Phil Taylor konnte Burnett dabei auch dieses Jahr nicht gewinnen. Er verlor mit 10:18, strich aber ein Preisgeld von £7.000 ein.
Beim World Grand Prix siegte Burnett zunächst mit 2:0 gegen Doug McCarthy, schied daraufhin jedoch mit 0:3 gegen Kevin Painter aus. Einen Monat später gewann Burnett seinen ersten PDC-Titel. Beim Witch City Open setzte er sich im Finale gegen Chris Mason durch. Beim World Masters 2001, an dem Burnett in diesem Jahr zum letzten Mal teilnahm, gewann er unter anderem gegen Steve Beaton, Richie Davies und Paul Watton und erreichte das Halbfinale, welches er mit 2:4 gegen Raymond van Barneveld verlor.
Bei der PDC World Darts Championship 2002 gewann Burnett in der ersten Runde gegen Peter Evison mit 4:1. Auch sein zweites Spiel gewann Burnett mit 6:4 gegen Denis Ovens und zog damit zum ersten Mal in ein PDC-WM-Viertelfinale ein. In diesem konnte er sich jedoch nicht gegen Colin Lloyd durchsetzen und verlor mit 4:6.
Beim Eastbourne Pro im Februar verlor Burnett im Finale gegen Phil Taylor. Beim Las Vegas Desert Classic 2002 schied er in Runde eins gegen John Part aus. Auch beim World Matchplay und World Grand Prix war nach einem Spiel Schluss. Er verlor gegen Chris Mason bzw. Ronnie Baxter. Dafür erzielte er gute Ergebnisse bei den UK Open Qualifiers 2002/03 erzielen und sich damit für die ersten UK Open 2003 qualifizieren.
Zuvor jedoch nahm er an der PDC World Darts Championship 2003 teil. In der ersten Runde setzte sich Burnett mit 4:3 äußerst knapp gegen Keith Deller durch. Im Achtelfinale traf er auf Simon Whitlock, welchen er ebenfalls mit 5:3 besiegen konnte. Im Viertelfinale verlor er jedoch mit 2:5 gegen Kevin Painter.
Bei den UK Open schließlich gewann Burnett mit 5:1 gegen Alan Caves, schied in seinem zweiten Spiel aber gegen Steve Beaton aus. 2:8 lautet hier das Ergebnis. Beim Las Vegas Desert Classic scheiterte Burnett bereits in der Gruppenphase.
Das World Matchplay 2003 endete für Burnett im Achtelfinale. Hier verlor er mit 10:13 gegen Colin Lloyd, nachdem er zuvor gegen Cliff Lazarenko gewann. Beim World Grand Prix schied er bereits in der ersten Runde aus, als er mit 0:3 gegen Lloyd verlor.
Bei der PDC World Darts Championship 2004 war Burnett als Nummer 13 gesetzt und traf in Runde drei auf Simon Whatley. Dieser konnte ihn mit 3:4 schlagen, womit Burnett ausschied. Auch bei den UK Open Qualifiers 2003/04 konnte Burnett nicht wirklich überzeugen, womit er bei den UK Open 2004 in der ersten Runde starten musste. Hierbei verlor er mit 3:5 gegen Eamon Davies.
Beim Las Vegas Desert Classic siegte Burnett über Colin Lloyd und Dennis Priestley, bevor er im Viertelfinale John Part mit 1:3 unterlag. Das World Matchplay endete bereits in Runde eins für Burnett, als er mit 7:10 gegen Roland Scholten verlor. Auch beim World Grand Prix schied Burnett nach nur einem Spiel aus. Mit 0:2 scheiterte er an Adrian Lewis.
Bei der PDC World Darts Championship 2005 startete Burnett in Runde drei, diesmal allerdings umgesetzt. Mit 3:4 verlor er sein Auftaktmatch gegen Mark Dudbridge.

### 2005–2011: Formtief und erster Pro Tour-Titel
Bei den UK Open 2005 gewann Burnett zwei Spiele. Auf der PDC Pro Tour erreichte er beim PDPA Players Championship Netherlands 1 das Halbfinale. Er verpasste jedoch die Qualifikation für jedes andere Major.
Beim UK Open Midlands Regional Final verlor Burnett im Halbfinale gegen Raymond van Barneveld. Nach diesem Erfolg durfte Burnett bei den UK Open 2006 direkt in der dritten Runde starten, unterlag hierbei jedoch Bob Anderson. Auf der Pro Tour gelangen ihm daraufhin keine Erfolge mehr.
Dafür qualifizierte er sich für über den PDPA Qualifier für die PDC World Darts Championship 2007. Gegen seinen Erstrundengegner Alex Roy konnte er jedoch keinen Satz gewinnen.
Bei den UK Open startete Burnett in der ersten Runde. Nach Siegen über Eddie Hughes, Chris Thompson, Peter Green, Jelle Klaasen und Sam Rooney bis ins Achtelfinale vordringen. In diesem unterlag er jedoch Vincent van der Voort mit 5:11.
Mit seinem besten Ergebnis auf der PDC Pro Tour 2007 erreichte er einmal die Runde der letzten 32, für eine Qualifikation für ein weiteres Major reichte es jedoch nicht.
Bei den UK Open 2008 schied Burnett in der ersten Runde aus. Er spielte daraufhin einige Turniere weniger als noch im Vorjahr und kam dabei auf der Tour nie über die zweite Runde hinaus.
2009 begann erneut eher schwach für Burnett. Bei den UK Open im Juni verlor er erneut in Runde eins und schied auch bei allen folgenden Turnieren auf der PDC Pro Tour 2009 spätestens in der Runde der letzten 64 aus.
Auf der Pro Tour 2010 erreichte Burnett in der ersten Jahreshälfte fünfmal das Achtelfinale. Bei den UK Open jedoch schied er zum dritten Mal in Folge nach einem Spiel aus.
Im Oktober 2010 gelang Burnett ein Paukenschlag. Nachdem er beim Killarney Pro Tour im Halbfinale gescheitert war, erreichte er beim PDPA Players Championship Germany 3 und 4 jeweils das Finale, was ihm damit zum ersten Mal seit 2002 bei der PDC gelang. Beide Finale verlor er allerdings mit 4:6, das erste gegen Mark Webster und das zweite gegen Simon Whitlock.
Diese Erfolge bescherten Burnett die Qualifikation für die PDC World Darts Championship 2011 über die PDC Pro Tour Order of Merit. Er traf in der ersten Runde auf Alan Tabern, gegen den er mit 2:3 verlor.
Bei den Players Championship Finals verlor Burnett in Runde eins mit 4:6 gegen Wes Newton. Zwei Viertelfinalteilnahmen gelangen ihm bei den UK Open Qualifiers, womit er sich eine komfortable Ausgangsposition bei den UK Open in der dritten Runde erspielte. Dort gewann er gegen Colin Lloyd, bevor er auch Joe Murnan besiegen konnte. Im Achtelfinale scheiterte er mit 7:9 an James Wade.
Im September 2011 gewann Burnett zum ersten Mal ein Turnier der PDC Pro Tour. Beim PDPA Players Championship Netherlands 4 besiegte Burnett nacheinander gegen Jerry Hendriks, Dave Smith, Denis Ovens, Paul Nicholson, Kevin Painter und Mark Webster, bevor er im Finale Dave Chisnall mit 6:4 schlagen konnte.
Im Oktober nahm Burnett erstmals wieder am World Grand Prix teil. In Runde eins schlug er mit 2:1 Gary Anderson. Auch gegen Denis Ovens gab Burnett nur einen Satz ab. Im Viertelfinale gewann Burnett gegen Mark Hylton mit 4:1 und zog somit ins Halbfinale ein. Mit 2:5 unterlag er in diesem gegen Phil Taylor.
Bei den Players Championship Finals im Dezember scheiterte Burnett in Runde eins wie bei der Ausgabe im Februar an Wes Newton. Bei der PDC World Darts Championship 2012 gewann Burnett erstmals wieder ein Spiel. Mit 3:2 besiegte er seinen Landsmann Mark Webster mit 3:2. In der zweiten Runde unterlag er jedoch John Part mit 1:4.

### 2012–2015: Erfolge beim World Cup und Doping-Vorwurf
Im Februar 2012 nahm Burnett an der Seite von Mark Webster am World Cup of Darts teil. Dabei setzten sich die beiden zunächst mit 4:0 Punkten gegen Kroatien durch, bevor sie im Viertelfinale auf Südafrika trafen. Nachdem Webster sein Einzel gegen Shawn Hogan gewonnen hatte, unterlag Burnett seinem Gegner Devon Petersen knapp mit 3:4. Im Ausgangsdoppel konnten sie sich jedoch mit 4:3 durchsetzen und damit ins Halbfinale einziehen. In diesem begegneten sie den topgesetzten Favoriten aus England. Burnett gewann dabei überraschend das erste Einzel gegen Phil Taylor mit 4:1, Webster verlor jedoch daraufhin seine beiden Duelle gegen Adrian Lewis und Taylor. Burnett musste sich daraufhin Lewis mit 3:4 geschlagen geben. Auch die Möglichkeit, im Doppel noch einmal in Punkten auszugleichen, ließen sie liegen. Mit 2:4 und 1:5 in Punkten schied Wales im Halbfinale aus.
Beim UK Open Qualifier 4, bei dem Burnett das Achtelfinale erreichte, glänzte er außerdem mit einem Nine dart finish. Drei Wochen später erreichte er beim UK Open Qualifier 6 das Halbfinale, in welchem er Raymond van Barneveld unterlag.
Sein European-Darts-Tour-Debüt gab Burnett direkt beim ersten European-Tour-Event überhaupt, den Austrian Darts Open 2012. Nach Siegen über Michael Rosenauer, Gaz Cousins und Dean Winstanley fand er sich hierbei im Viertelfinale wieder, welches er mit 3:6 gegen Raymond van Barneveld verlor.
Bei den UK Open 2012 gewann Burnett knapp mit 9:8 gegen Ian White, unterlag daraufhin jedoch Peter Wright. Im Juli spielte sich Burnett bei den European Darts Open, nachdem er gegen Andy Jenkins, Scott Rand, Michael van Gerwen und James Hubbard gewann, bis ins Halbfinale, indem er sich wieder einmal Raymond van Barneveld geschlagen geben musste. Dies war sein bestes Ergebnis auf der PDC Pro Tour 2012.
Beim World Matchplay scheiterte Burnett bereits in der ersten Runde an James Wade. Bei der European Darts Championship gewann Burnett mit 6:3 gegen Co Stompé, unterlag dann jedoch Colin Lloyd mit 8:10. Auch beim World Grand Prix verlor Burnett wieder einmal in Runde eins, diesmal gegen Adrian Lewis. Dieser bescherte auch sein Erstrundenaus bei den Players Championship Finals.
Bei der PDC World Darts Championship 2013, wo Burnett als Nummer 25 gesetzt war, gewann er zunächst mit 3:2 gegen James Hubbard, bevor er mit 1:4 gegen Andy Hamilton verlor.
Zu Beginn des Jahres 2013 nahm Burnett erneut an der Seite von Mark Webster am World Cup of Darts teil. Nachdem sie sich in ihrer Gruppe gegen Spanien und Italien durchsetzen konnten, trafen die beiden im Achtelfinale auf die Kanadier, gegen die Burnett und Webster mit 5:2 gewannen. Im Viertelfinale mussten sie erneut gegen Spanien antreten. Webster gewann sein Einzel gegen Toni Alcinas, Burnett unterlag jedoch knapp Carlos Rodríguez, womit ein entscheidendes Doppel nötig wurde. Dieses gewannen die Waliser mit 4:2 und zogen damit wie im Vorjahr ins Halbfinale ein. Erneut warteten hierbei die Engländer Phil Taylor und Adrian Lewis. Webster unterlag zunächst Taylor, Burnett konnte aber gegen Lewis mit 4:3 ein entscheidendes Doppel forcieren. In diesem setzten sich allerdings Taylor und Lewis denkbar knapp mit 3:4 durch, womit erneut im Halbfinale Schluss war für Burnett.
Beim UK Masters zog Burnett ins Halbfinale ein. Die UK Open begannen für Burnett dieses Mal in der zweiten Runde, wo er sich gegen Ricky Sudale durchsetzen konnte, bevor er auch gegen Mark Webster gewann. In der Runde der letzten 32 schied er allerdings gegen Steve West aus.
Bei der German Darts Championship im September spielte sich Burnett nach Siegen über James Richardson, Robert Thornton, Steve Brown und Jamie Caven ins Halbfinale, indem er mit 5:6 Peter Wright unterlag. Beim World Grand Prix verlor Burnett in Runde eins gegen Kevin Painter. Auch bei den Players Championship Finals unterlag er in Runde eins, diesmal Robert Thornton.
Bei der PDC World Darts Championship 2014 erreichte Burnett als Nummer 28 der Welt zwei Siege gegen Dean Winstanley und die damalige Nummer 5 Andy Hamilton, schied dann jedoch mit 3:4 gegen Ian White aus.
Bei den Dutch Darts Masters im Februar 2014 erreichte Burnett das Achtelfinale. Die UK Open endeten wieder früh für Burnett. Mit 5:9 unterlag er Kevin Painter in seinem ersten Spiel.
Auf der PDC Pro Tour 2014 spielte sich Burnett im April ins Viertelfinale des Players Championship 6, als er mit 5:6 Turniersieger Robert Thornton unterlag. Beim World Cup of Darts, an dem Burnett in diesem Jahr zum letzten Mal teilnahm – wieder gemeinsam mit Mark Webster – gewann man zunächst mit 5:4 gegen Frankreich, bevor es gegen Polen durchaus überraschend knapp wurde. Webster verlor sein Einzel gegen Krzysztof Chmielewski, bevor Burnett mit 4:2 gegen Krzysztof Strozyk gewann und die Partie ins Doppel rettete. In diesem setzte sich Wales knapp mit 4:3 durch um ins Viertelfinale einzuziehen. In diesem verlor Webster erneut sein Einzel gegen Simon Whitlock aus Australien. Nachdem Burnett aber gegen Paul Nicholson gewonnen hatte, wurde auch hier ein Doppel nötig, indem die Waliser jedoch mit 0:4 ausschieden.
Beim World Matchplay konnte Burnett erstmals wieder ein Spiel gewinnen. Mit 10:4 setzte er sich gegen Brendan Dolan durch, bevor er mit 2:13 James Wade unterlag. Beim Players Championship Nummer 13 im September erreichte Burnett das Finale, nachdem er zuvor unter anderem gegen Steve Beaton und Brendan Dolan gewann. Er verlor jedoch mit 5:6 gegen Gary Anderson.
Beim World Grand Prix konnte Burnett zunächst mit 2:1 gegen Simon Whitlock gewinnen, bevor er auch Terry Jenkins schlagen konnte, um ins Viertelfinale einzuziehen. Dieses verlor er jedoch mit 1:3 gegen Stephen Bunting.
An den PDC World Darts Championship 2015 nahm Burnett überraschend nicht teil; Medienberichten zufolge wegen eines Verstoßes gegen die Anti-Doping-Bestimmungen. Seine Tour Card für 2015 erneuerte er nicht.

### 2016 bis heute: Zwei Siege auf der Challenge Tour und UK Open-Viertelfinale
Erstmals wieder in Erscheinung trat Burnett auf der PDC Challenge Tour 2016, wo er zwei Turniere gewinnen konnte: Das Turnier Nummer 12 mit 5:2 gegen Ryan Searle und das Turnier Nummer 14 mit 5:1 gegen Arron Monk. Dennoch musste er zu Beginn des Jahres 2017 in die PDC Qualifying School um sich seine Tourkarte zurückzuerspielen.
Dies gelang ihm auch am dritten Tag durch einen Sieg im Endspiel gegen Paul Nicholson. Auf der PDC Pro Tour 2017 gelangen ihm jedoch abseits von ein paar Teilnahmen an der dritten Runde keine Erfolge. Auch für die UK Open konnte er sich nicht qualifizieren.
Dies gelang ihm dafür ein Jahr später. Bei den UK Open 2018 startete Burnett in Runde eins, in welcher er mit 5:6 Ryan Harrington unterlag. Zuvor erreichte er bei den Players Championships ein Achtelfinale und konnte sich im April und Juni für zwei Events der European Tour qualifizieren. Jedoch scheiterte er sowohl bei den Austrian Darts Open als auch der Gibraltar Darts Trophy in Runde eins. Im Qualifier für die WM 2019 scheiterte Burnett im letzten Spiel an Adam Hunt, womit Burnetts letzte Chance, seine Tour Card zu halten, dahin war.
Auf der Q-School 2019 gelang es ihm daraufhin nicht, seine Tourkarte zurückzuerspielen. Bei der PDC Challenge Tour kam Burnett einmal ins Achtelfinale.
Auch bei der Q-School 2020 scheiterte Burnett am Ziel Tour Card. Auf der darauffolgenden PDC Challenge Tour kam Burnett einmal ins Finale, welches er jedoch mit 4:5 knapp gegen David Evans verlor. Hinzu kamen zwei Achtelfinalteilnahmen, die jedoch nicht ausreichten, um die Tour Card über die Challenge Tour Order of Merit zu ergattern.
Bei der Q-School 2021 konnte er trotz Teilnahme an der Final Stage seine Tour Card wieder nicht erneuern. Dafür erreichte er über die Challenge Tour Order of Merit einen Startplatz in der ersten Runde bei den UK Open 2021. Hierbei unterlag er jedoch mit 5:6 knapp Geert Nentjes.
Sein bestes Ergebnis auf der darauffolgenden PDC UK Challenge Tour waren zwei Halbfinale bei Turnier Nummer 8 und Nummer 12. Hinzu kamen zwei weitere Viertelfinalteilnahmen. Damit erreichte Burnett Platz 16 in der PDC UK Challenge Tour Order of Merit, womit er 2022 erneut an der Q-School teilnimmt.
Wieder gelang ihm dabei der Einzug in die Final Stage, in der er genügend Punkte erspielte, um sich eine Tour Card über die Rangliste zu sichern. Er durfte daraufhin wie im Vorjahr an den UK Open teilnehmen und besiegte dabei in Runde eins Tony Martinez, bevor er in Runde zwei Ryan Harrington unterlag. In der darauffolgenden Pro Tour-Saison gelang ihm der Einzug in ein Achtelfinale, was nicht ausreichte, um sich für ein weiteres Major zu qualifizieren. Allerdings schaffte er es am Ende des Jahres, den Tour Card Holder Qualifier für die WM zu überstehen.
Bei der PDC World Darts Championship 2023 traf Burnett auf Adam Gawlas, mit dem er sich ein enges Match lieferte, letztlich aber mit 2:3 unterlag. Bei den UK Open 2023 drei Monate später startete Burnett in Runde zwei, in der er mit 6:2 gegen James Richardson gewann. Es folgte ein 6:1-Erfolg über Jurjen van der Velde und ein 10:9-Sieg gegen Florian Hempel. Ebenfalls knapp mit 10:9 überstand Burnett des Spiel gegen Ted Evetts, bevor er im Achtelfinale den favorisierten Peter Wright mit 10:8 aus dem Turnier nahm. Das Viertelfinale gegen Dimitri Van den Bergh erwies sich dann aber doch als zu groß für Burnett und er schied mit 2:10 aus.
Burnetts gutes Ergebnis bei den UK Open sollte jedoch ein Ausnahmeerfolg bleiben. Bei keinem Pro Tour-Event kam er weiter als in die dritte Runde und die Qualifikation für weitere Majors blieb auch aus. Das Jahr 2023 beendete er daraufhin auf Rang 76 in der PDC Order of Merit und seine Tour Card ging damit auch wieder verloren.
Bei der Q-School 2024 startete Burnett somit in der Final Stage. Er gewann dabei drei Spiele, die jedoch nur für einen Ranglistenpunkt und damit auch klar nicht für die Tour Card reichten. Beim darauffolgenden Wochenende der PDC Challenge Tour 2024 gewann Burnett direkt das erste Turnier im Finale mit 5:4 gegen Darryl Pilgrim. Dadurch wurde er früh einer der häufigsten Nachrücker für die Players Championships in diesem Jahr. Bei der World Seniors Darts Championship 2024 gewann Burnett zunächst gegen Keith Deller mit 3:1, bevor er mit dem gleichen Ergebnis Colin McGarry unterlag.
Im Mai stand Burnett bei einem Players Championship-Turnier im Achtelfinale und erreichte beim Challenge Tour-Wochenende einen Monat später ein Achtel- und ein Halbfinale. Ein weiteres Viertelfinale kam am letzten Challenge Tour-Wochenende dazu, sodass er am Ende auf Rang 20 der Challenge Tour Order of Merit stand.
Bei der Q-School 2025 musste Burnett somit erstmal in der First Stage antreten. Er spielte sich dabei in die Final Stage, in der er jedoch punktlos blieb.

## Titel

### BDO
- Majors
  - BDO World Darts Championship: (1) 1995
  - World Masters: (1) 1994
- Weitere
  - 1994: Welsh Open
  - 1995: Welsh Open, British Pentathlon
  - 2014: Las Vegas Open

### PDC
- Pro Tour
  - Players Championships
    - Players Championships 2011: 20
- Secondary Tour Events
  - PDC Challenge Tour
    - PDC Challenge Tour 2016: 11, 14
    - PDC Challenge Tour 2024: 1
- Weitere
  - 2001: Witch City Open

### Andere
- 2010: Great Mountain Workingmens Club Open

## Weltmeisterschaftsresultate

### BDO
- 1995: Sieger (6:3-Sieg gegen  Raymond van Barneveld)
- 1996: Finale (3:6-Niederlage gegen  Steve Beaton)
- 1997: 2. Runde (0:3-Niederlage gegen  Leo Laurens)
- 1998: Finale (5:6-Niederlage gegen  Raymond van Barneveld)
- 1999: 1. Runde (0:3-Niederlage gegen  Ronnie Baxter)

### PDC
- 2001: Achtelfinale (2:3-Niederlage gegen  Keith Deller)
- 2002: Viertelfinale (4:6-Niederlage gegen  Colin Lloyd)
- 2003: Viertelfinale (2:5-Niederlage gegen  Kevin Painter)
- 2004: 3. Runde (3:4-Niederlage gegen  Simon Whatley)
- 2005: 3. Runde (3:4-Niederlage gegen  Mark Dudbridge)
- 2007: 1. Runde (0:3-Niederlage gegen  Alex Roy)
- 2011: 1. Runde (2:3-Niederlage gegen  Alan Tabern)
- 2012: 2. Runde (1:4-Niederlage gegen  John Part)
- 2013: 2. Runde (1:4-Niederlage gegen  Andy Hamilton)
- 2014: Achtelfinale (3:4-Niederlage gegen  Ian White)
- 2023: 1. Runde (2:3-Niederlage gegen  Adam Gawlas)

### WSDT
- 2024: Achtelfinale (1:3-Niederlage gegen  Colin McGarry)
- 2025: Viertelfinale (0:3-Niederlage gegen  Steve Beaton)

## Turnierergebnisse
| Turnier                                    | 1985                       | ......                     | 1988                       | .....                      | 1991                       | 1992                       | 1993                       | 1994                       | 1995                       | 1996                       | 1997                       | 1998                       | 1999                       | 2000                           | 2001                           | 2002                           | 2003                           | 2004                           | 2005                           | 2006                           | 2007                           | 2008                           | 2009                           | 2010                           | 2011                           | 2012                           | 2013                           | 2014                           | ......                         | 2018                           | ......                         | 2021                           | 2022                           | 2023                           | 2024                           | 2025                           |
| ------------------------------------------ | -------------------------- | -------------------------- | -------------------------- | -------------------------- | -------------------------- | -------------------------- | -------------------------- | -------------------------- | -------------------------- | -------------------------- | -------------------------- | -------------------------- | -------------------------- | ------------------------------ | ------------------------------ | ------------------------------ | ------------------------------ | ------------------------------ | ------------------------------ | ------------------------------ | ------------------------------ | ------------------------------ | ------------------------------ | ------------------------------ | ------------------------------ | ------------------------------ | ------------------------------ | ------------------------------ | ------------------------------ | ------------------------------ | ------------------------------ | ------------------------------ | ------------------------------ | ------------------------------ | ------------------------------ | ------------------------------ |
| BDO-Major-Turniere                         |                            |                            |                            |                            |                            |                            |                            |                            |                            |                            |                            |                            |                            |                                |                                |                                |                                |                                |                                |                                |                                |                                |                                |                                |                                |                                |                                |                                |                                |                                |                                |                                |                                |                                |                                |                                |
| Weltmeisterschaft                          | nicht teilgenommen         | nicht teilgenommen         | nicht teilgenommen         | nicht teilgenommen         | nicht teilgenommen         | nicht teilgenommen         | nicht teilgenommen         | nicht teilgenommen         | S                          | F                          | AF                         | F                          | 1R                         | n/q                            | nicht teilgenommen             | nicht teilgenommen             | nicht teilgenommen             | nicht teilgenommen             | nicht teilgenommen             | nicht teilgenommen             | nicht teilgenommen             | nicht teilgenommen             | nicht teilgenommen             | nicht teilgenommen             | nicht teilgenommen             | nicht teilgenommen             | nicht teilgenommen             | nicht teilgenommen             | nicht teilgenommen             | nicht teilgenommen             | nicht teilgenommen             | n/a                            | Verband insolvent              | Verband insolvent              | Verband insolvent              | Verband insolvent              |
| World Masters                              | 3R                         | n/t                        | n/t                        | n/t                        | GP                         | n/t                        | 2R                         | S                          | F                          | F                          | 1R                         | 2R                         | 1R                         | 3R                             | HF                             | nicht teilgenommen             | nicht teilgenommen             | nicht teilgenommen             | nicht teilgenommen             | nicht teilgenommen             | nicht teilgenommen             | nicht teilgenommen             | nicht teilgenommen             | nicht teilgenommen             | nicht teilgenommen             | nicht teilgenommen             | nicht teilgenommen             | nicht teilgenommen             | nicht teilgenommen             | nicht teilgenommen             | nicht teilgenommen             | n/a                            | Verband insolvent              | Verband insolvent              | Verband insolvent              | Verband insolvent              |
| WDF-Platin-/Major-Turniere                 |                            |                            |                            |                            |                            |                            |                            |                            |                            |                            |                            |                            |                            |                                |                                |                                |                                |                                |                                |                                |                                |                                |                                |                                |                                |                                |                                |                                |                                |                                |                                |                                |                                |                                |                                |                                |
| European Darts Masters                     | nicht ausgetragen          | nicht ausgetragen          | nicht ausgetragen          | nicht ausgetragen          | nicht ausgetragen          | nicht ausgetragen          | nicht ausgetragen          | nicht ausgetragen          | HF                         | nicht ausgetragen          | nicht ausgetragen          | nicht ausgetragen          | nicht ausgetragen          | nicht ausgetragen              | nicht ausgetragen              | nicht ausgetragen              | nicht ausgetragen              | nicht ausgetragen              | nicht ausgetragen              | nicht ausgetragen              | nicht ausgetragen              | nicht ausgetragen              | nicht ausgetragen              | nicht ausgetragen              | nicht ausgetragen              | nicht ausgetragen              | nicht ausgetragen              | nicht ausgetragen              | nicht ausgetragen              | nicht ausgetragen              | nicht ausgetragen              | nicht ausgetragen              | nicht ausgetragen              | nicht ausgetragen              | nicht ausgetragen              | nicht ausgetragen              |
| WDF World Cup                              | n/t                        | n/t                        | n/a                        | n/t                        | n/t                        | n/a                        | n/t                        | n/a                        | VF                         | n/a                        | n/t                        | n/a                        | n/t                        | n/a                            | n/t                            | n/a                            | n/t                            | n/a                            | n/t                            | n/a                            | n/t                            | n/a                            | n/t                            | n/a                            | n/t                            | n/a                            | n/t                            | n/a                            | n/t                            | n/a                            | n/t                            | n/a                            | n/a                            | n/t                            | n/a                            | n/t                            |
| WDF Europe Cup                             | n/a                        | n/t                        | 1R                         | n/t                        | n/a                        | n/t                        | n/a                        | AF                         | n/a                        | n/t                        | n/a                        | n/t                        | n/a                        | n/t                            | n/a                            | n/t                            | n/a                            | n/t                            | n/a                            | n/t                            | n/a                            | n/t                            | n/a                            | n/t                            | n/a                            | n/t                            | n/a                            | n/t                            | n/t                            | n/t                            | n/a                            | n/a                            | n/t                            | n/a                            | n/t                            | n/a                            |
| PDC-Ranking-Turniere                       |                            |                            |                            |                            |                            |                            |                            |                            |                            |                            |                            |                            |                            |                                |                                |                                |                                |                                |                                |                                |                                |                                |                                |                                |                                |                                |                                |                                |                                |                                |                                |                                |                                |                                |                                |                                |
| Weltmeisterschaft                          | nicht ausgetragen          | nicht ausgetragen          | nicht ausgetragen          | nicht ausgetragen          | nicht ausgetragen          | nicht ausgetragen          | nicht ausgetragen          | nicht teilgenommen         | nicht teilgenommen         | nicht teilgenommen         | nicht teilgenommen         | nicht teilgenommen         | nicht teilgenommen         | nicht teilgenommen             | AF                             | VF                             | VF                             | 3R                             | 3R                             | n/q                            | 1R                             | nicht qualifiziert             | nicht qualifiziert             | nicht qualifiziert             | 1R                             | 2R                             | 2R                             | AF                             | nicht qualifiziert             | nicht qualifiziert             | nicht qualifiziert             | nicht qualifiziert             | nicht qualifiziert             | 1R                             | n/q                            | n/q                            |
| UK Open                                    | nicht ausgetragen          | nicht ausgetragen          | nicht ausgetragen          | nicht ausgetragen          | nicht ausgetragen          | nicht ausgetragen          | nicht ausgetragen          | nicht ausgetragen          | nicht ausgetragen          | nicht ausgetragen          | nicht ausgetragen          | nicht ausgetragen          | nicht ausgetragen          | nicht ausgetragen              | nicht ausgetragen              | nicht ausgetragen              | 4R                             | 1R                             | 4R                             | 3R                             | AF                             | 1R                             | 1R                             | 1R                             | AF                             | 4R                             | 4R                             | 3R                             | n/q                            | 1R                             | n/q                            | 1R                             | 2R                             | VF                             | n/q                            | n/q                            |
| Las Vegas Desert Classic                   | nicht ausgetragen          | nicht ausgetragen          | nicht ausgetragen          | nicht ausgetragen          | nicht ausgetragen          | nicht ausgetragen          | nicht ausgetragen          | nicht ausgetragen          | nicht ausgetragen          | nicht ausgetragen          | nicht ausgetragen          | nicht ausgetragen          | nicht ausgetragen          | nicht ausgetragen              | nicht ausgetragen              | 1R                             | GP                             | VF                             | nicht qualifiziert             | nicht qualifiziert             | nicht qualifiziert             | nicht qualifiziert             | nicht qualifiziert             | nicht ausgetragen              | nicht ausgetragen              | nicht ausgetragen              | nicht ausgetragen              | nicht ausgetragen              | nicht ausgetragen              | nicht ausgetragen              | nicht ausgetragen              | nicht ausgetragen              | nicht ausgetragen              | nicht ausgetragen              | nicht ausgetragen              | nicht ausgetragen              |
| World Matchplay                            | nicht ausgetragen          | nicht ausgetragen          | nicht ausgetragen          | nicht ausgetragen          | nicht ausgetragen          | nicht ausgetragen          | nicht ausgetragen          | n/t                        | n/t                        | n/t                        | HF                         | n/t                        | 1R                         | HF                             | F                              | 1R                             | AF                             | 1R                             | nicht qualifiziert             | nicht qualifiziert             | nicht qualifiziert             | nicht qualifiziert             | nicht qualifiziert             | nicht qualifiziert             | nicht qualifiziert             | 1R                             | n/q                            | AF                             | nicht qualifiziert             | nicht qualifiziert             | nicht qualifiziert             | nicht qualifiziert             | nicht qualifiziert             | nicht qualifiziert             | nicht qualifiziert             | nicht qualifiziert             |
| World Grand Prix                           | nicht ausgetragen          | nicht ausgetragen          | nicht ausgetragen          | nicht ausgetragen          | nicht ausgetragen          | nicht ausgetragen          | nicht ausgetragen          | nicht ausgetragen          | nicht ausgetragen          | nicht ausgetragen          | nicht ausgetragen          | n/t                        | n/t                        | AF                             | AF                             | 1R                             | 1R                             | 1R                             | nicht qualifiziert             | nicht qualifiziert             | nicht qualifiziert             | nicht qualifiziert             | nicht qualifiziert             | nicht qualifiziert             | HF                             | 1R                             | 1R                             | VF                             | nicht qualifiziert             | nicht qualifiziert             | nicht qualifiziert             | nicht qualifiziert             | nicht qualifiziert             | nicht qualifiziert             | nicht qualifiziert             | nicht qualifiziert             |
| European Championship                      | nicht ausgetragen          | nicht ausgetragen          | nicht ausgetragen          | nicht ausgetragen          | nicht ausgetragen          | nicht ausgetragen          | nicht ausgetragen          | nicht ausgetragen          | nicht ausgetragen          | nicht ausgetragen          | nicht ausgetragen          | nicht ausgetragen          | nicht ausgetragen          | nicht ausgetragen              | nicht ausgetragen              | nicht ausgetragen              | nicht ausgetragen              | nicht ausgetragen              | nicht ausgetragen              | nicht ausgetragen              | nicht ausgetragen              | nicht qualifiziert             | nicht qualifiziert             | nicht qualifiziert             | nicht qualifiziert             | AF                             | nicht qualifiziert             | nicht qualifiziert             | nicht qualifiziert             | nicht qualifiziert             | nicht qualifiziert             | nicht qualifiziert             | nicht qualifiziert             | nicht qualifiziert             | nicht qualifiziert             | nicht qualifiziert             |
| Players Championship Finals                | nicht ausgetragen          | nicht ausgetragen          | nicht ausgetragen          | nicht ausgetragen          | nicht ausgetragen          | nicht ausgetragen          | nicht ausgetragen          | nicht ausgetragen          | nicht ausgetragen          | nicht ausgetragen          | nicht ausgetragen          | nicht ausgetragen          | nicht ausgetragen          | nicht ausgetragen              | nicht ausgetragen              | nicht ausgetragen              | nicht ausgetragen              | nicht ausgetragen              | nicht ausgetragen              | nicht ausgetragen              | nicht ausgetragen              | nicht ausgetragen              | n/q                            | n/q                            | 1R/1R                          | 1R                             | 1R                             | nicht qualifiziert             | nicht qualifiziert             | nicht qualifiziert             | nicht qualifiziert             | nicht qualifiziert             | nicht qualifiziert             | nicht qualifiziert             | nicht qualifiziert             | nicht qualifiziert             |
| PDC-Turniere ohne Einfluss auf das Ranking |                            |                            |                            |                            |                            |                            |                            |                            |                            |                            |                            |                            |                            |                                |                                |                                |                                |                                |                                |                                |                                |                                |                                |                                |                                |                                |                                |                                |                                |                                |                                |                                |                                |                                |                                |                                |
| World Cup of Darts                         | nicht ausgetragen          | nicht ausgetragen          | nicht ausgetragen          | nicht ausgetragen          | nicht ausgetragen          | nicht ausgetragen          | nicht ausgetragen          | nicht ausgetragen          | nicht ausgetragen          | nicht ausgetragen          | nicht ausgetragen          | nicht ausgetragen          | nicht ausgetragen          | nicht ausgetragen              | nicht ausgetragen              | nicht ausgetragen              | nicht ausgetragen              | nicht ausgetragen              | nicht ausgetragen              | nicht ausgetragen              | nicht ausgetragen              | nicht ausgetragen              | nicht ausgetragen              | n/t                            | n/a                            | HF                             | HF                             | VF                             | nicht teilgenommen             | nicht teilgenommen             | nicht teilgenommen             | nicht teilgenommen             | nicht teilgenommen             | nicht teilgenommen             | nicht teilgenommen             | nicht teilgenommen             |
| Championship League                        | nicht ausgetragen          | nicht ausgetragen          | nicht ausgetragen          | nicht ausgetragen          | nicht ausgetragen          | nicht ausgetragen          | nicht ausgetragen          | nicht ausgetragen          | nicht ausgetragen          | nicht ausgetragen          | nicht ausgetragen          | nicht ausgetragen          | nicht ausgetragen          | nicht ausgetragen              | nicht ausgetragen              | nicht ausgetragen              | nicht ausgetragen              | nicht ausgetragen              | nicht ausgetragen              | nicht ausgetragen              | nicht ausgetragen              | nicht qualifiziert             | nicht qualifiziert             | nicht qualifiziert             | nicht qualifiziert             | GP                             | HF                             | nicht ausgetragen              | nicht ausgetragen              | nicht ausgetragen              | nicht ausgetragen              | nicht ausgetragen              | nicht ausgetragen              | nicht ausgetragen              | nicht ausgetragen              | nicht ausgetragen              |
| WSD-Major-Turniere                         |                            |                            |                            |                            |                            |                            |                            |                            |                            |                            |                            |                            |                            |                                |                                |                                |                                |                                |                                |                                |                                |                                |                                |                                |                                |                                |                                |                                |                                |                                |                                |                                |                                |                                |                                |                                |
| Weltmeisterschaft                          | nicht ausgetragen          | nicht ausgetragen          | nicht ausgetragen          | nicht ausgetragen          | nicht ausgetragen          | nicht ausgetragen          | nicht ausgetragen          | nicht ausgetragen          | nicht ausgetragen          | nicht ausgetragen          | nicht ausgetragen          | nicht ausgetragen          | nicht ausgetragen          | nicht ausgetragen              | nicht ausgetragen              | nicht ausgetragen              | nicht ausgetragen              | nicht ausgetragen              | nicht ausgetragen              | nicht ausgetragen              | nicht ausgetragen              | nicht ausgetragen              | nicht ausgetragen              | nicht ausgetragen              | nicht ausgetragen              | nicht ausgetragen              | nicht ausgetragen              | nicht ausgetragen              | nicht ausgetragen              | nicht ausgetragen              | nicht ausgetragen              | nicht ausgetragen              | n/t                            | n/t                            | AF                             | VF                             |
| Champion of Champions                      | nicht ausgetragen          | nicht ausgetragen          | nicht ausgetragen          | nicht ausgetragen          | nicht ausgetragen          | nicht ausgetragen          | nicht ausgetragen          | nicht ausgetragen          | nicht ausgetragen          | nicht ausgetragen          | nicht ausgetragen          | nicht ausgetragen          | nicht ausgetragen          | nicht ausgetragen              | nicht ausgetragen              | nicht ausgetragen              | nicht ausgetragen              | nicht ausgetragen              | nicht ausgetragen              | nicht ausgetragen              | nicht ausgetragen              | nicht ausgetragen              | nicht ausgetragen              | nicht ausgetragen              | nicht ausgetragen              | nicht ausgetragen              | nicht ausgetragen              | nicht ausgetragen              | nicht ausgetragen              | nicht ausgetragen              | nicht ausgetragen              | nicht ausgetragen              | nicht ausgetragen              | n/t                            | n/t                            | HF                             |
| Karrierestatistiken                        |                            |                            |                            |                            |                            |                            |                            |                            |                            |                            |                            |                            |                            |                                |                                |                                |                                |                                |                                |                                |                                |                                |                                |                                |                                |                                |                                |                                |                                |                                |                                |                                |                                |                                |                                |                                |
| Jahresendplatzierung                       | unbekannt                  | unbekannt                  | unbekannt                  | unbekannt                  | unbekannt                  | unbekannt                  | unbekannt                  | 2                          | 1                          | 4                          | unbekannt                  | unbekannt                  | unbekannt                  | unbekannt                      | 8                              | 11                             | 13                             | unbekannt                      | unbekannt                      | unbekannt                      | unbekannt                      | unbekannt                      | 146                            | 62                             | 37                             | 25                             | 28                             | 26                             | 120                            | 94                             | 183                            | –                              | 116                            | 75                             | 137                            |                                |
| Verband                                    | British Darts Organisation | British Darts Organisation | British Darts Organisation | British Darts Organisation | British Darts Organisation | British Darts Organisation | British Darts Organisation | British Darts Organisation | British Darts Organisation | British Darts Organisation | British Darts Organisation | British Darts Organisation | British Darts Organisation | Professional Darts Corporation | Professional Darts Corporation | Professional Darts Corporation | Professional Darts Corporation | Professional Darts Corporation | Professional Darts Corporation | Professional Darts Corporation | Professional Darts Corporation | Professional Darts Corporation | Professional Darts Corporation | Professional Darts Corporation | Professional Darts Corporation | Professional Darts Corporation | Professional Darts Corporation | Professional Darts Corporation | Professional Darts Corporation | Professional Darts Corporation | Professional Darts Corporation | Professional Darts Corporation | Professional Darts Corporation | Professional Darts Corporation | Professional Darts Corporation | Professional Darts Corporation |

| Legende zu den Turnierergebnissen | Legende zu den Turnierergebnissen | Legende zu den Turnierergebnissen | Legende zu den Turnierergebnissen | Legende zu den Turnierergebnissen | Legende zu den Turnierergebnissen | Legende zu den Turnierergebnissen | Legende zu den Turnierergebnissen | Legende zu den Turnierergebnissen | Legende zu den Turnierergebnissen |
| --------------------------------- | --------------------------------- | --------------------------------- | --------------------------------- | --------------------------------- | --------------------------------- | --------------------------------- | --------------------------------- | --------------------------------- | --------------------------------- |
| n/t                               | nicht teilgenommen                | n/q                               | nicht qualifiziert                | n/a                               | nicht ausgetragen                 | #R                                | Aus in jeweiliger Runde           | GP                                | Aus in der Gruppenphase           |
| AF                                | Achtelfinalist                    | VF                                | Viertelfinalist                   | HF                                | Halbfinalist                      | F                                 | Turnierfinalist                   | S                                 | Turniersieger                     |